# Abadia de Cirencester
L'abadia de Cirencester va ser una abadia, dedicada a Santa Maria, a Cirencester, Gloucestershire. Va ser fundat com a monestir agustí l'any 1117 al lloc d'una església anterior, l'església saxona més antiga coneguda d'Anglaterra, que s'havia construït sobre una estructura romana. L'església va ser molt ampliada al segle XIV amb la incorporació d'un deambulatori a l'extrem est. L'abat es va convertir en mitre l'any 1416. El monestir va ser suprimit el 1539 i donat a Roger Bassinge. Alexander Neckam, estudiós del magnetisme, poeta, teòleg i escriptor anglès. Va ser abat de l'Abadia de Cirencester des de 1213 fins a la seva mort.
Als segles XII i XIII, l'abadia va fomentar els escriptors d'èxit Robert de Cricklade i Alexander Neckam . Van ser recolzats en el seu treball per altres canonges, com Walter de Mileto i el nebot d'Alexandre Geoffrey Brito.

## Tombes
- Regenbald
- Thomas Holland, primer duc de Surrey i la seva esposa Joan Stafford (filla d' Hugh Stafford, segon comte de Stafford)[4]

## Post dissolució
Al lloc es va construir una casa anomenada Abbey House a finals del segle XVI, remodelada a la dècada de 1780, i després enderrocada el 1964 per ser substituïda per un bloc de pisos. La zona que contenia el nucli del monestir és ara un parc públic, i només queden per sobre del sòl l'Arc Normand, una porta d'entrada original a l'abadia, i parts del mur del recinte
L'impressionant i substancial porxo de tres plantes de l'església parroquial es va construir com a edifici administratiu de l'abadia i després de 1539 els nivells superiors van ser utilitzats durant un temps com a ajuntament.